# Luca Pancallo
Luca Pancallo (Italia, 14 de octubre de 1973) es el inventor y creador inicial de Planeshift. Un apasionado jugador de rol, que decidió dedicar todo su tiempo libre al desarrollo de juegos gratuitos y mundos virtuales.